# Philipp Mühlenbein

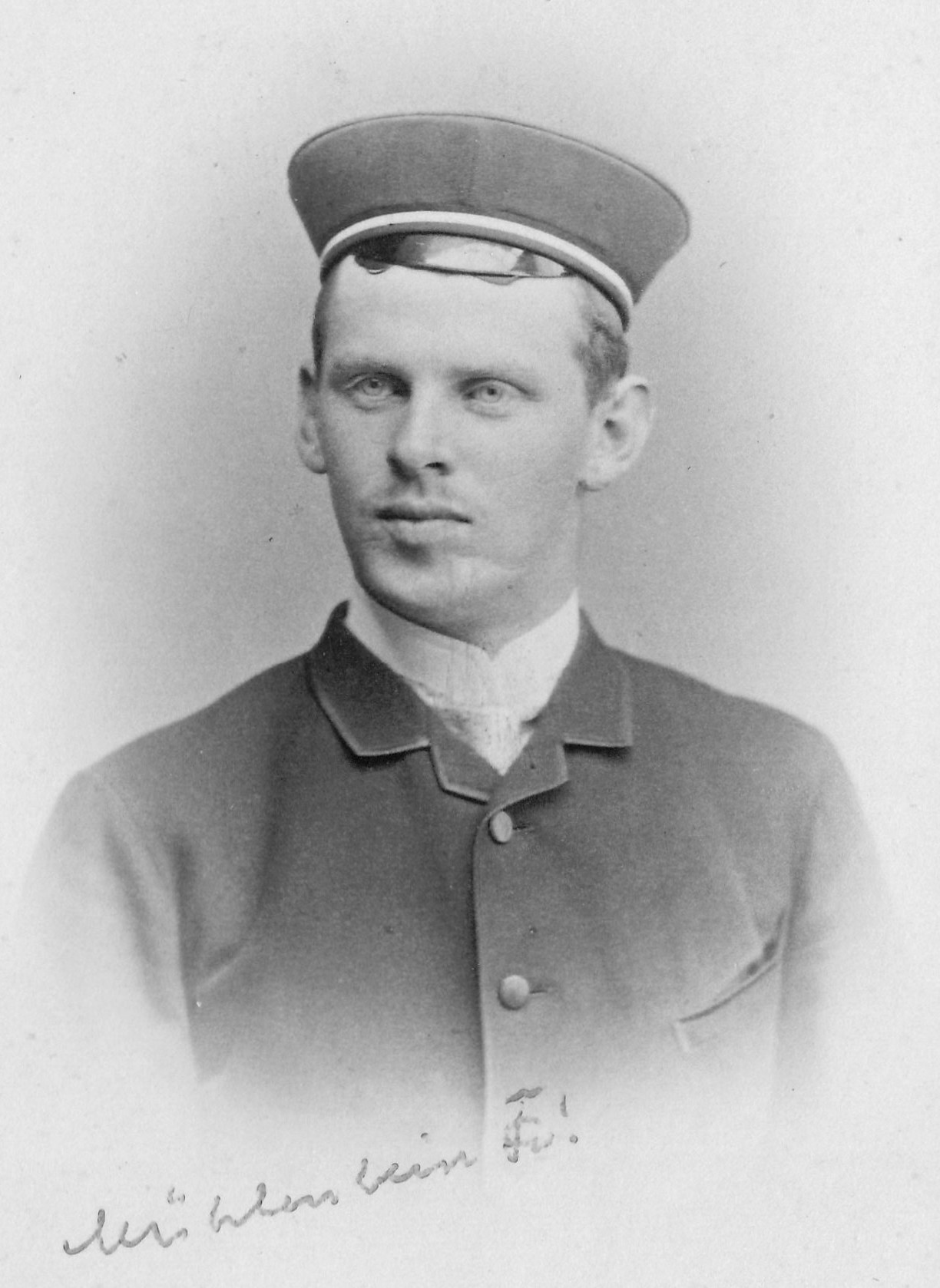
Philipp Mühlenbein

Philipp Mühlenbein (* 5. Juni 1865 in  Cöthen; † 19. Mai 1951 in Köthen) war ein deutscher Verwaltungsjurist in Anhalt.

## Leben
Nach dem Abitur am Ludwigsgymnasium Köthen studierte Mühlenbein zunächst Evangelische Theologie an der Universität Leipzig. Er wurde 1885 im Corps Thuringia Leipzig aktiv und bewährte sich als Consenior. Für das Studium der  Rechts- und Staatswissenschaften wechselte er als Inaktiver an die Friedrich-Wilhelms-Universität zu Berlin und die Friedrichs-Universität Halle. In Halle legte er 1888 das Referendarsexamen ab. Zur weiteren Ausbildung wurde er an das Kreisdirektorium des Kreises Bernburg überwiesen. Nachdem er als Einjährig-Freiwilliger in der Preußischen Armee gedient hatte, legte er 1892 die Assessorprüfung ab. 1893 wechselte er von der Rechtspflege zur inneren Verwaltung Anhalts. 1896 kam er als Regierungsassessor zur Herzoglichen Regierung, Abteilung des Innern. Seit 1898 Herzoglich-Anhaltischer Regierungsrat, wurde er 1900 mit der Verwaltung der Kreisdirektion Zerbst betraut. Als Ernst von Laue 1910 Staatsminister wurde, bat er Mühlenbein, den Vorsitz bei der Regierungsabteilung des Innern zu übernehmen. 1911 übernahm er auch die Abteilung für das Schulwesen. Er überstand die Novemberrevolution und blieb im Dienst des Freistaats Anhalt. Er wurde 1919 Regierungspräsident und saß für kurze Zeit im Staatsrat für Anhalt. Am 1. Oktober 1930 trat er in den Ruhestand.

## Ehrungen
- Geh. Oberregierungsrat (1911)
- Ehrenmitglied des Corps Thuringia Leipzig

## Werke
- Darstellung und Erläuterung des Anhaltischen Gesinderechts mit Anhang, enthaltend die Gesindeordnung vom 21. April 1899 Nr. 1047 d. Ges.-Slg.; die Verordnung vom 29. Oktober 1872 betr. die Form und den Verkauf. 1899.[3]